# Tomi Nybäck
Pour les articles homonymes, voir Nybäck.
Tomi Nybäck est un joueur d'échecs finlandais né le 3 avril 1985 à Järvenpää. Grand maître international depuis 2003, il a remporté le championnat de Finlande en 2008 et est le joueur finlandais le mieux classé depuis le milieu des années 2000.. 
Au 1er septembre 2016, Tomi Nybäck est le numéro un finlandais avec un classement Elo de 2 580.

## Palmarès
Tomi Nybäck a terminé trois fois premier ex æquo de la Rilton Cup (en janvier 2004, janvier 2005 et janvier 2008). Lors de la coupe du monde d'échecs 2009, il fut éliminé au deuxième tour par Peter Svidler.
Il a représenté la Finlande lors de huit olympiades de 2002 à 2016 ainsi que lors des sept championnats d'Europe par équipe, remportant la médaille de bronze au premier échiquier en 2005 et la médaille d'argent au premier échiquier en 2009.